# Wurzel-Jesse-Fenster (Pontivy)

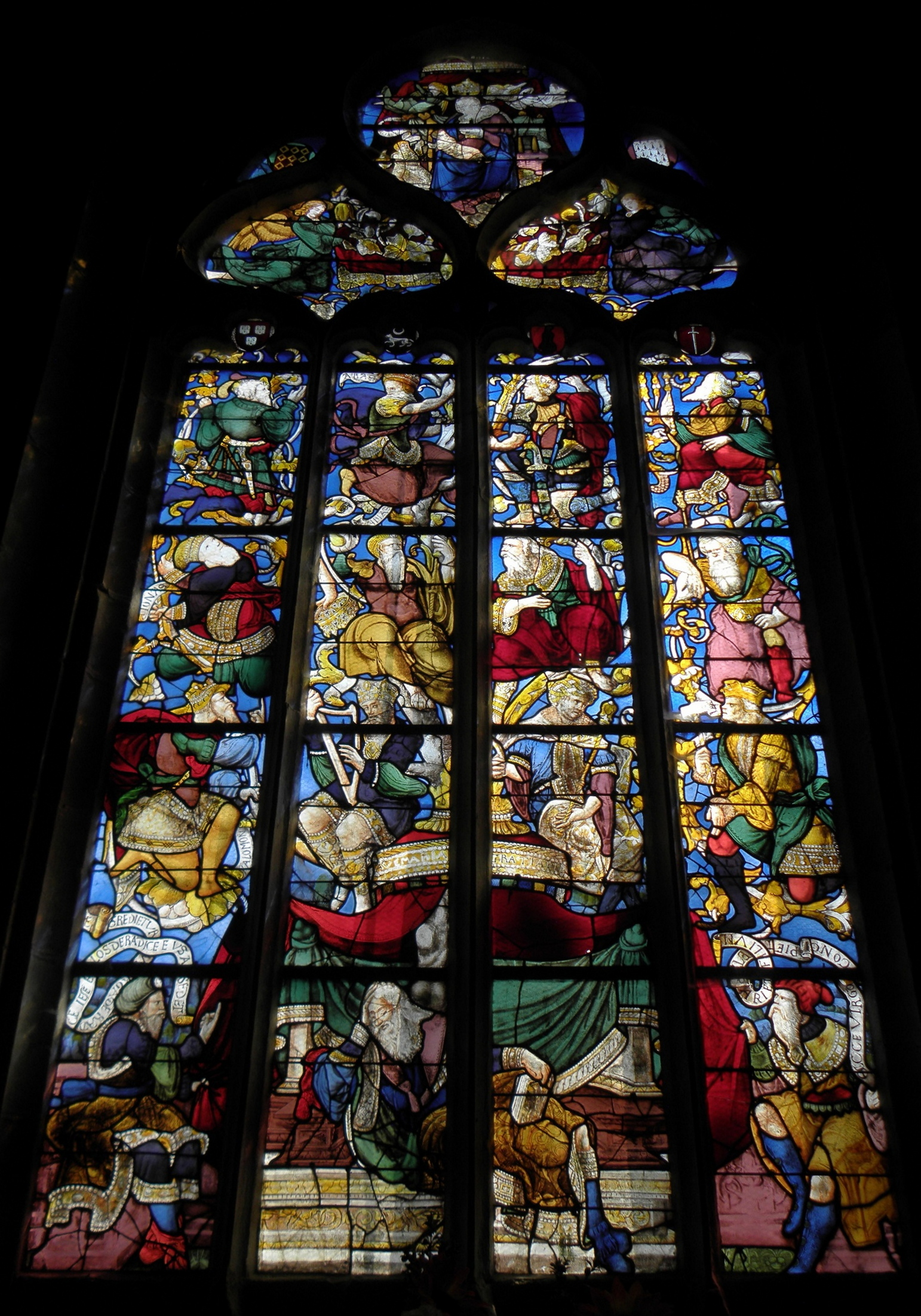
Wurzel-Jesse-Fenster in Pontivy

Das Wurzel-Jesse-Fenster in der katholischen Kirche St-Mériadec in Stival, einem Ortsteil der französischen Gemeinde Pontivy im Département Morbihan in der Region Bretagne, wurde 1552 geschaffen. Das 4,20 Meter hohe und 2,10 Meter breite Bleiglasfenster wurde 1904 als Monument historique in die Liste der geschützten Objekte (Base Palissy) in Frankreich aufgenommen.
Das zentrale Fenster im Chor wurde von einer unbekannten Werkstatt geschaffen. Es zeigt die Wurzel Jesse, ein weit verbreitetes Bildmotiv der christlichen Kunst des Mittelalters und der frühen Neuzeit. Es wird der Stammbaum Christi in Gestalt eines Baumes dargestellt, der aus der Figur Jesses herauswächst, dem Vater König Davids. Jesse wird schlafend gezeigt, rechts und links von ihm sind zwei Propheten dargestellt. Als folgende Zweige des Baumes erscheinen David und weitere elf Könige Israels. Den Abschluss bildet die Darstellung der Maria lactans im Maßwerk.

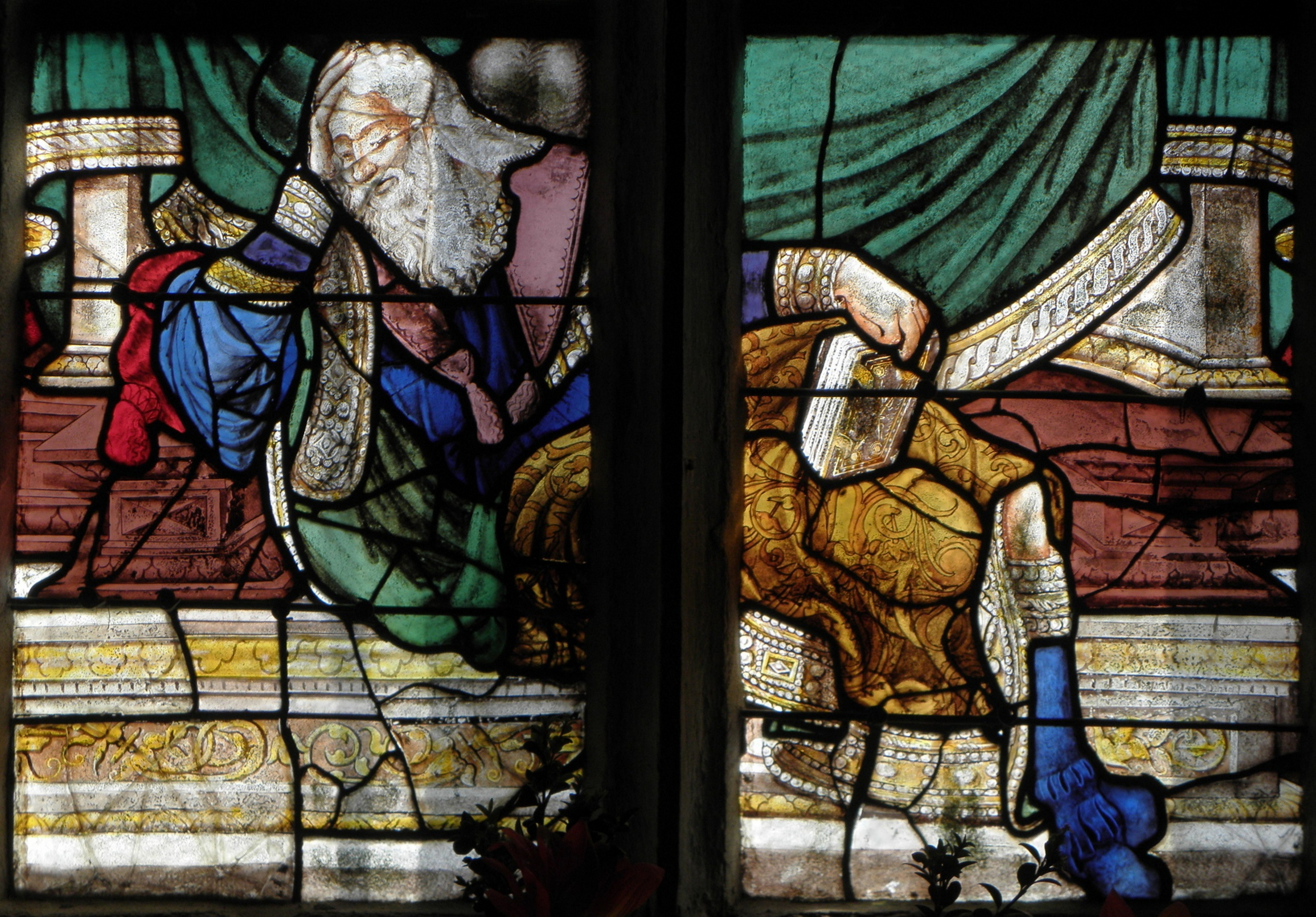
Jesse
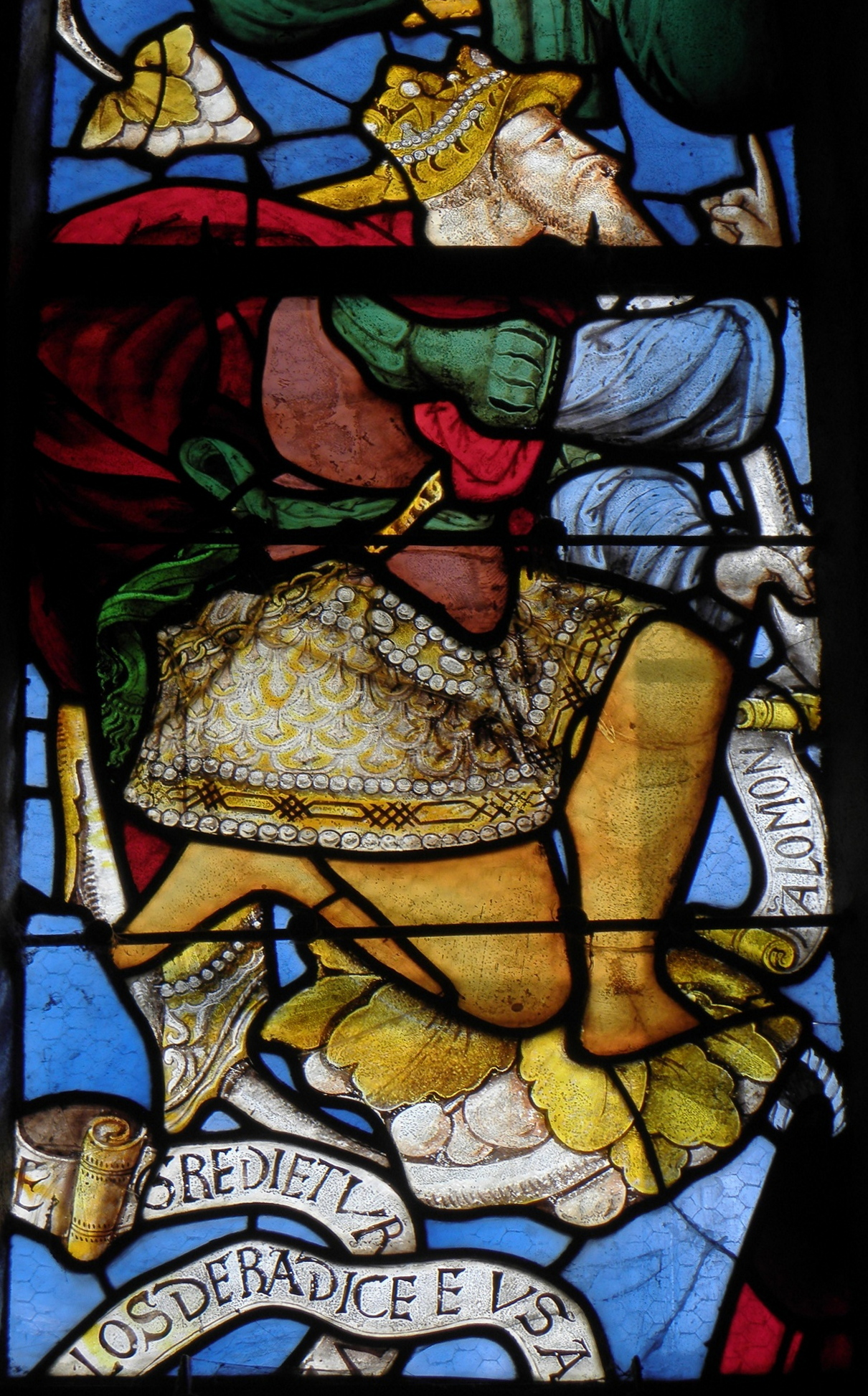
Salomon
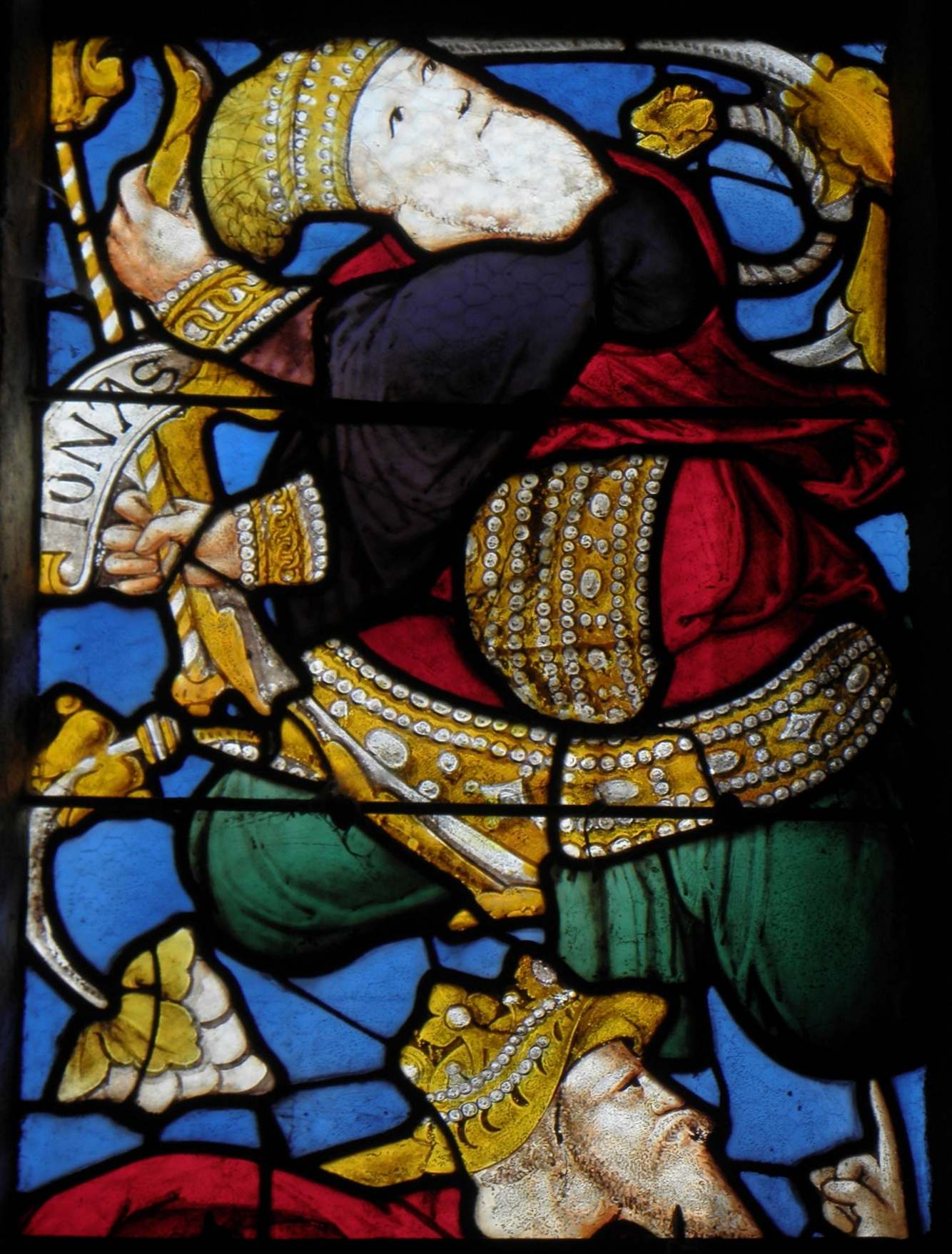
Joas
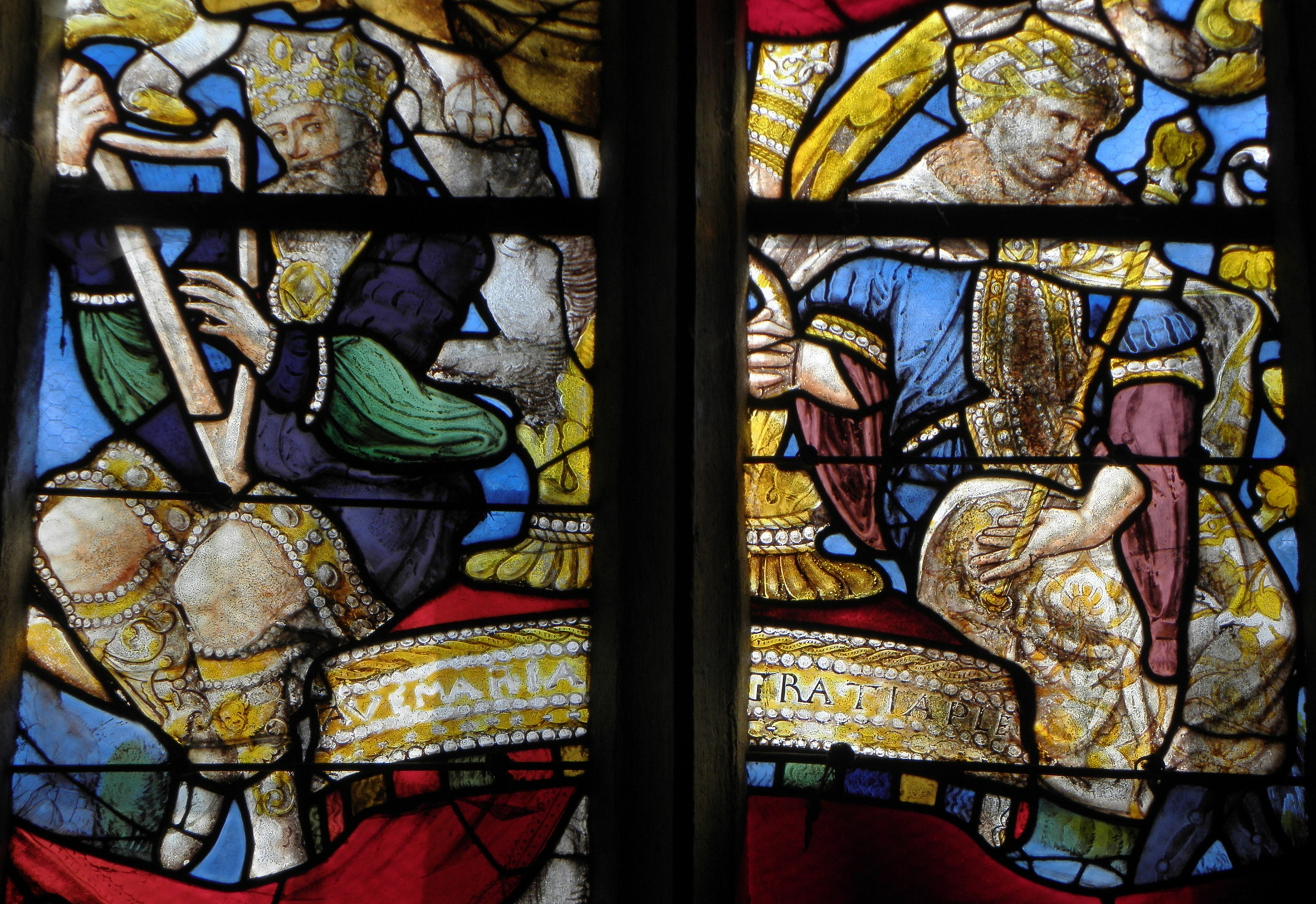
David mit Harfe (links) und ?
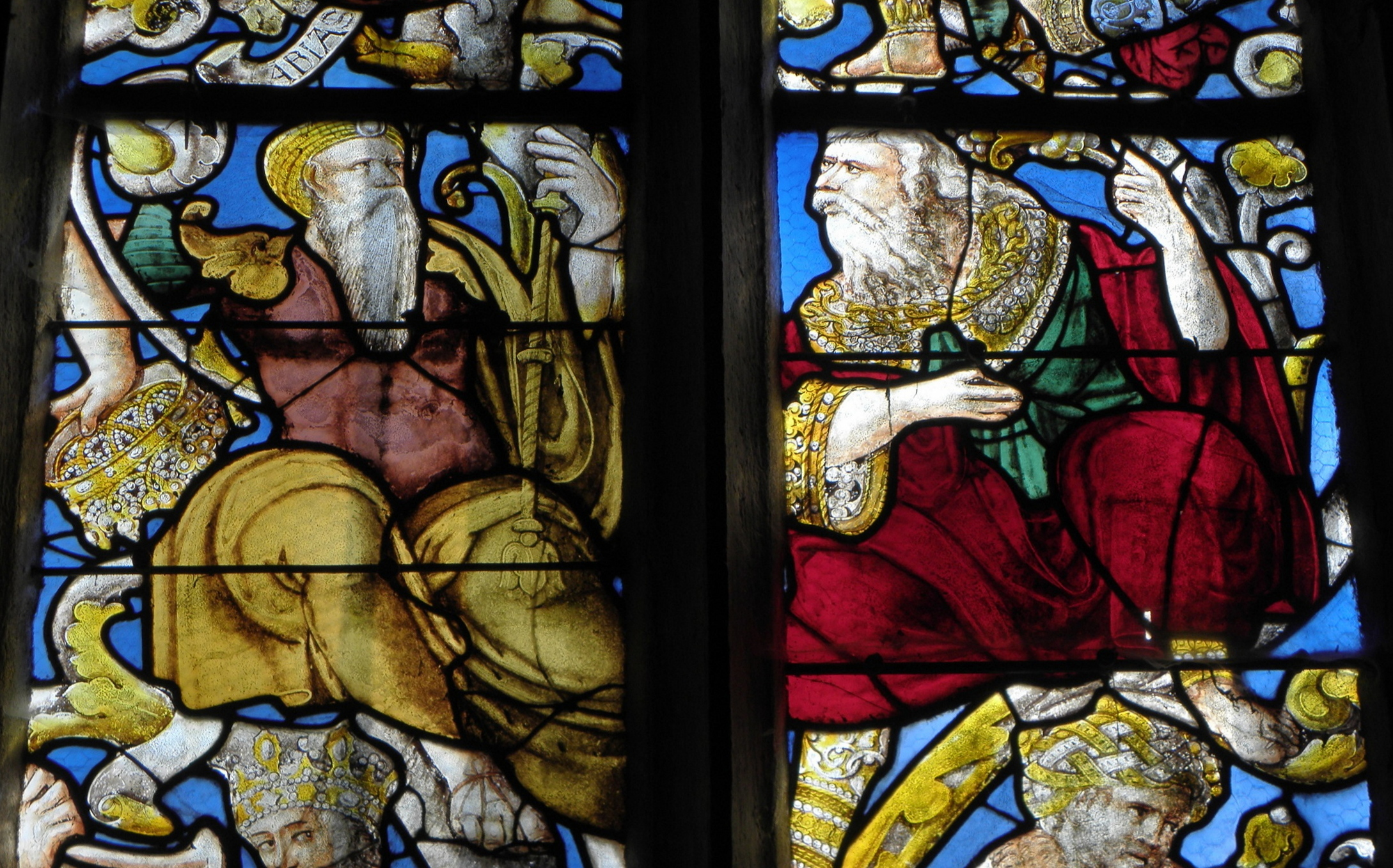
Abija und ?
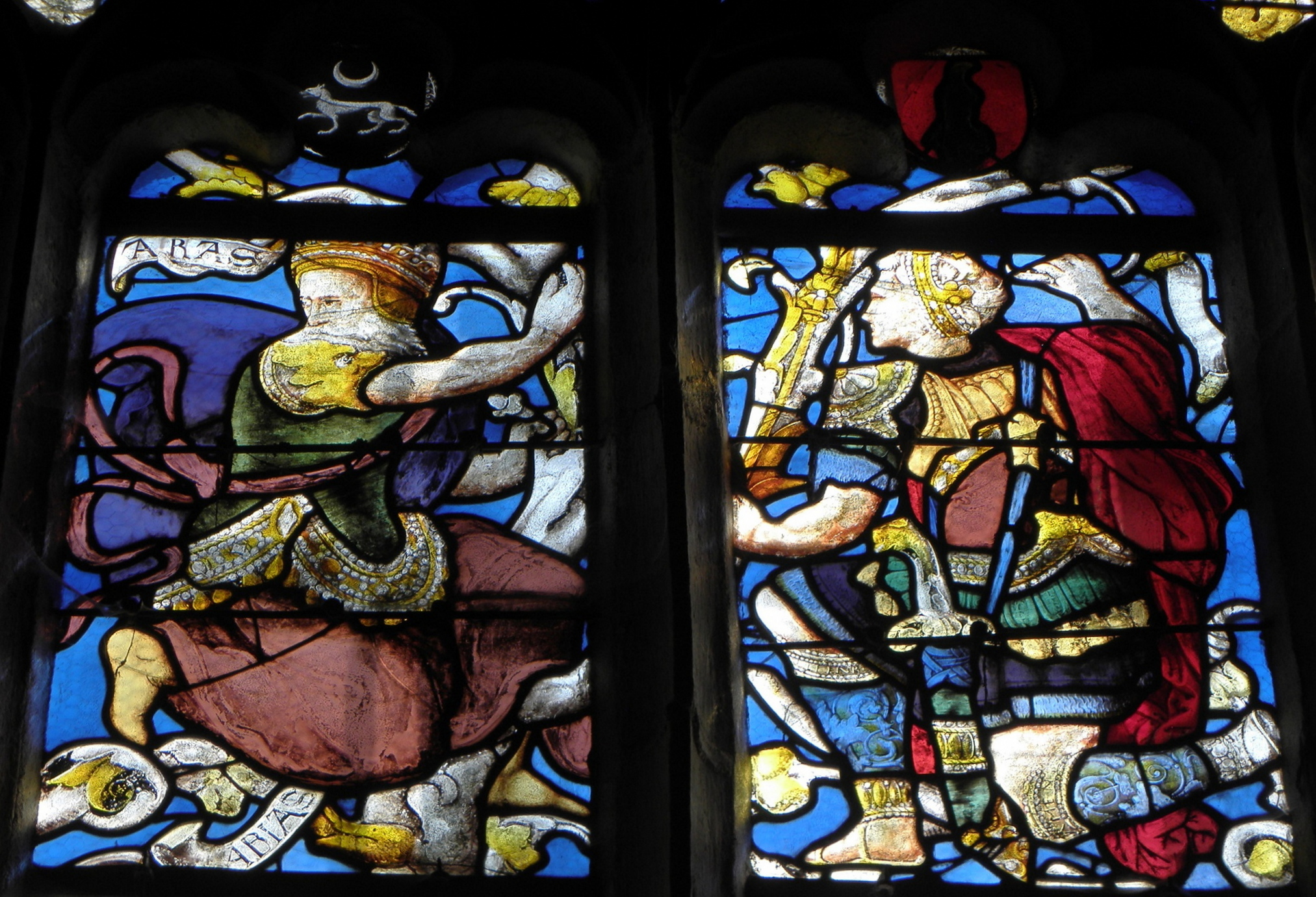
Ahas und ?
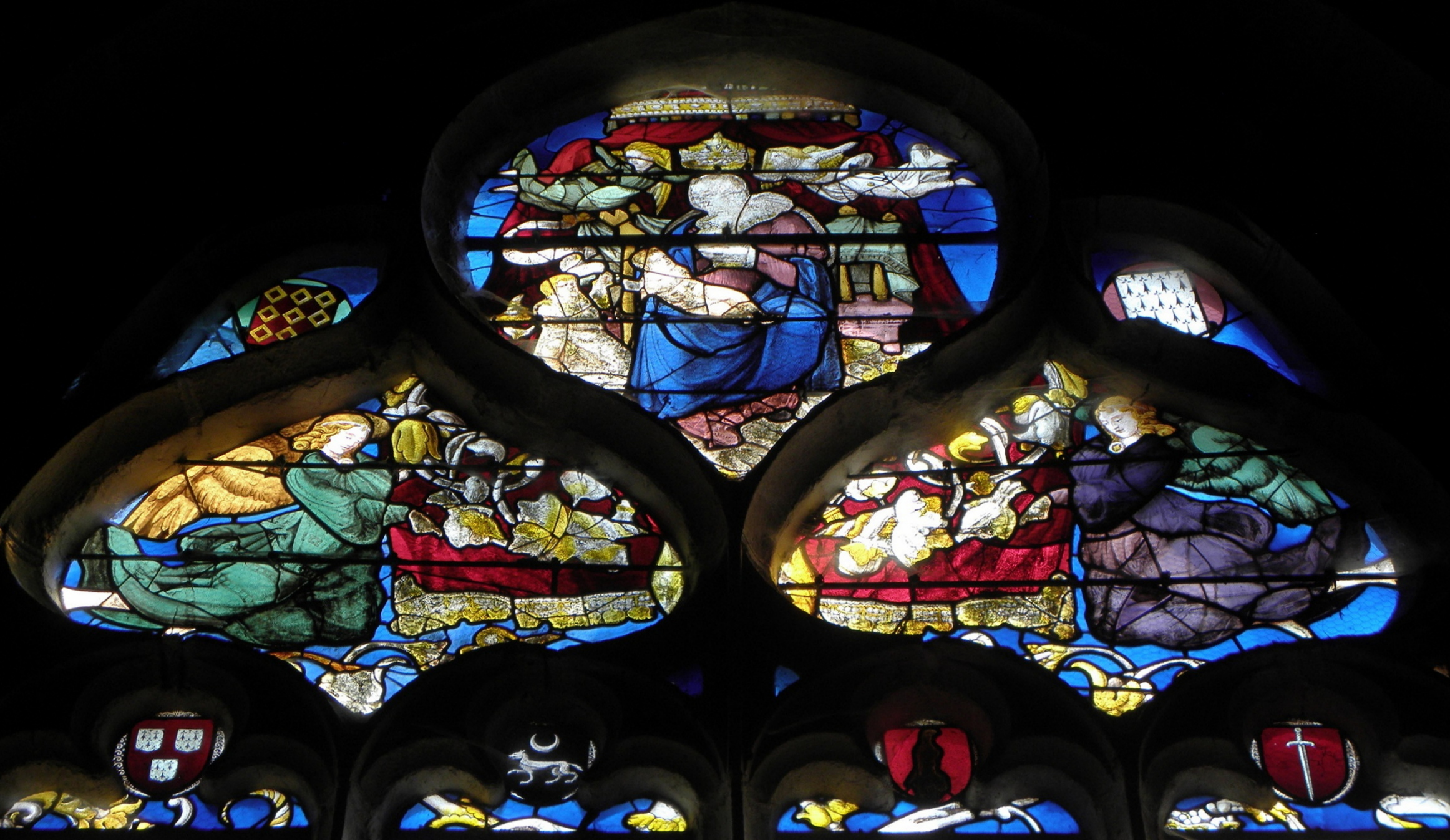
Maßwerk mit Madonna und Kind, Wappen und zwei Engeln